# Tycomarptes thibauti
Tycomarptes thibauti là một loài bướm đêm trong họ Noctuidae.